# Шубарагаш (Восточно-Казахстанская область)
Шубарагаш (каз. Шұбарағаш) — село в Катон-Карагайском районе Восточно-Казахстанской области Казахстана. Входит в состав Жамбылского сельского округа. Код КАТО — 635435600.

## Население
В 1999 году население села составляло 111 человек (61 мужчина и 50 женщин). По данным переписи 2009 года, в селе проживало 59 человек (29 мужчин и 30 женщин).